# Helastia salmoni
Helastia salmoni là một loài bướm đêm trong họ Geometridae.